# Carl Wilhelm Hultstein
Carl Wilhelm Hultstein, född 7 mars 1843 i Traryds församling, Kronobergs län, död där 31 maj 1917, var en svensk lantbrukare och riksdagspolitiker.
Hultstein var lantbrukare på Strömsnäsbruk. Han var även politiker och var ledamot av riksdagens andra kammare 1892–1893 och 1897–1902, invald i Sunnerbo domsagas västra valkrets.